# Ausschreitungen in Palästina 1929

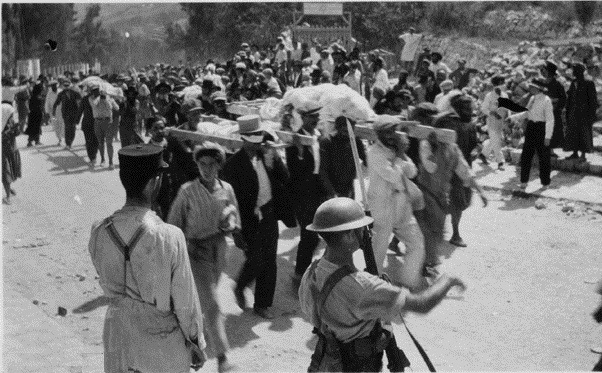
Begräbnis jüdischer Opfer in Safed 1929

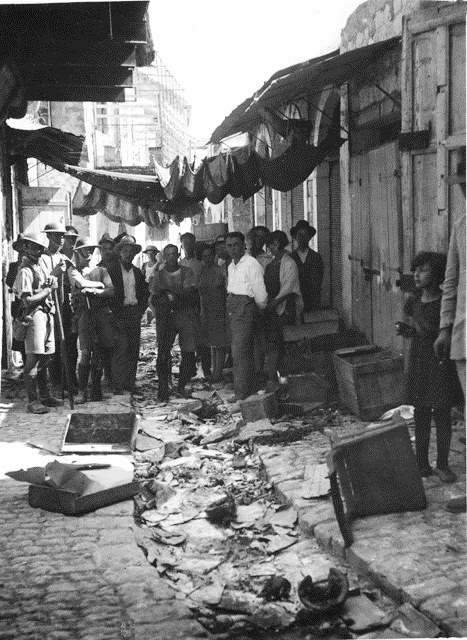
Markt in Safed nach arabischen Ausschreitungen 1929

Die Ausschreitungen während der Unruhen in Palästina im Jahr 1929 gipfelten in Massakern an jüdischen Bewohnern Hebrons am 23. und 24. August 1929 und Safeds am 29. August 1929. Sie waren ein Teilereignis von Gewalttätigkeiten, die einige Tage zuvor in Jerusalem ihren Ausgang genommen hatten und bei denen in ganz Palästina 133 Juden und 113/116 Araber starben und die 198/339 jüdische und 232 arabische Verletzte forderten.

## Ablauf

### Vorgeschichte ab 1920
Bereits zuvor hatten sich 1920 die Nabi-Musa-Unruhen und 1921 die Unruhen von Jaffa ereignet, doch verliefen die Auseinandersetzungen zumeist auf politischer Ebene und wurden durch politische und religiöse Autoritäten reguliert. Eine ihrer Abmachungen sah vor, dass Juden das Recht hatten am Kotel (Klagemauer) zu beten und dazu eine enge Zugangspassage benutzen konnten, sie durften jedoch an der Mauer keine Einrichtungen hinterlassen. Dennoch brachten Juden seit 1922 Stühle und Trennwände zu hohen Feiertagen an den Ort mit, was jedes Jahr zu deren Entfernung durch die Briten führte.

### 1928: Radikalisierung auf beiden Seiten
Der Waʿad Leʾummī (הַוַּעַד הַלְּאֻמִּי ‚Nationalausschuss‘), die Exekutive der gewählten Repräsentantenversammlung (Palästina) der jüdischen Palästinenser, forderte seit längerer Zeit die Unterstellung des Kotel unter ihre Zuständigkeit, was Demonstrationen, Pressekampagnen und mehrere politische Versammlungen als Forderung bestätigten. Bereits am 14. August 1928 hatten in Tel Aviv 6000 Juden unter der Parole „Die Mauer gehört uns“ demonstriert. Am gleichen Abend hatten rund 3000 Juden am Kotel demonstrativ gebetet. Am nächsten Tag nahmen tausende muslimische Demonstranten ihrerseits die Mauer in Beschlag, hörten Gebetslesungen an und entfernten Bittschriften aus der Mauer.
Am 23. September 1928, dem Kol Nidre (Vorabend) zu Jom Kippur, brachten Juden erneut Sitzbänke und eine Trennwand zur optischen Abtrennung des Männerbereichs vom Frauenbereich mit. Der britische Distrikt-Gouverneur Edward Keith-Roach erklärte nach einem Besuch am Kotel am Vorabend diese Trennwand zum Problem und brachte sie muslimischen Geistlichen zu Bewusstsein. Die Geistlichen sahen eine Verletzung des status quo aus der osmanischen Zeit für die Heiligen Stätten. Gleichzeitig forderte Keith-Roach den aschkenasischen Rabbiner und schammásch Baruch Glazstein zur Entfernung auf, was dieser aus religiösen Gründen ablehnte und erst am nächsten Tag zulassen wollte. Der britische Polizeioffizier Douglas Duff entfernte am 24. September die Trennwand gewaltsam und vertrieb die betenden Juden. Auf den Vorfall reagierten beide Seiten mit gegenseitigen Provokationen.
Im November 1928 gründete der „Großmufti“ von Jerusalem, Mohammed Amin al-Husseini, an der Spitze des Obersten Islamischen Rates mit seinen Anhängern eine Vereinigung zum Schutz der heiligen Stätten (dies sind die Al-Aqsa-Moschee in Jerusalem und Hebron, die beiden sogenannten Haram). Er stilisierte die Jerusalem-Frage zur internationalen Schicksalsfrage der weltweiten muslimischen Gemeinschaft (Umma) und ergriff Maßnahmen, um Juden das Beten zu erschweren: Die Passage, zuvor eine Sackgasse, wurde als Durchgang für Passanten und Maultiere geöffnet, lautes Absingen von Liedern, Baulärm und herabfallendes Material sollte die Juden stören.

### Der Gewaltausbruch im August 1929
Als Gegenreaktionen und aus Enttäuschung über die angeblich nachgiebige Haltung zionistischer Institutionen gründeten die aggressiv auftretenden rechtszionistischen Revisionisten um deren Anführer Wladimir Zeev Jabotinsky ihrerseits im Januar 1929 ein West-Mauer-Komitee, das zum Schutz jüdischer Betender eine Bürgerwehr aufstellte und an Feiertagen in Schichten am Kotel patrouillierte. Am 15. August 1929 demonstrierten am Kotel jüdische Jugendliche, die ihn für sich beanspruchten. Am folgenden Tag versammelten sich nach dem Freitagsgebet arabische Demonstranten an dem Ort am Fuß des Haram al-Sharif (Tempelberg) und es kam zur Zerstörung von mitgebrachten Siddurim und anderen rituellen Gegenständen der Juden. Am folgenden Tag, einem Schabbat, fanden sich erneut viele Juden zum Gebet ein. Versuche muslimischer Demonstranten, dies zu verhindern, konnte die Polizei durch ihr Dazwischengehen unterbinden. In den folgenden Tagen zogen sich die Zusammenstöße hin.
Am 23. August 1929 kam es zu gewalttätigen Ausschreitungen seitens der arabischen Bevölkerung in der Jerusalemer Altstadt, in Wohngegenden außerhalb der Stadtmauer und in Jaffa, Hebron (Massaker von Hebron), Gaza und Safed. Insgesamt starben nach Angaben von Thomas G. Fraser 133 Juden (339 Verletzte) und 116 Araber (232 Verletzte). Die getöteten Araber starben überwiegend durch die Aufstandsbekämpfung der britischen Sicherheitskräfte.

### Das Massaker von Hebron
Siehe: Massaker von Hebron (1929)

### Das Massaker von Safed
In Safed wurden zwischen 18 und 20 Juden getötet und 80 verwundet. Die wichtigste von Juden bewohnte Straße wurde geplündert und die Häuser in Brand gesetzt. David Hacohen, Einwohner von Safed, beschrieb das Blutbad nach eigenem Erleben und den Berichten von Zeugen in seinem Tagebuch. Die Polizei habe während des ganzen Pogroms keinen Schuss abgefeuert.

„Wir gingen am Samstag Morgen nach draußen….Ich konnte meinen Augen nicht glauben….Ich traf einige der Ältesten der Stadt, die mir um den Hals fielen und bitterlich weinten. Wir gingen die Gassen und Treppen hinunter zur Altstadt. In den Häusern sah ich verstümmelte und verbrannte Körper der Opfer des Massakers und den verbrannten Körper einer Frau, die an das Gitter eines Fensters gebunden war. Indem ich von Haus zu Haus ging, zählte ich zehn Leichen, die noch nicht geborgen waren. Ich sah die Zerstörung und die Spuren von Feuer. In meinen schlimmsten Phantasien hätte ich mir nicht vorstellen können, was ich in Safed finden würde,  wenn ‚Ruhe‘ eintrat.

Die örtlichen Juden gaben mir eine genaue Beschreibung davon, wie die Tragödie begonnen hatte. Das Pogrom hatte am Donnerstag Nachmittag des 29. August begonnen und war von Arabern aus Safed und den nahe gelegenen Dörfern ausgeführt worden, die mit Waffen und Kerosindosen bewaffnet waren. Während sie auf der Straße der sephardischen Juden von Kfar Meron und Ein Zeitim voranschritten, plünderten sie die Häuser und setzten sie in Brand, wobei sie einander anspornten, das Töten fortzusetzen. Sie schlachteten Aphriat, den Schullehrer ab, mit seiner Frau und Mutter und schnitten den Anwalt Toledano mit ihren Messern in Stücke. In den Waisenhäusern schlugen sie den Kindern die Köpfe ein und schnitten ihnen die Hände ab. Ich selbst habe die Opfer gesehen. Yitshak Mammon, ein Einheimischer von Safed, der mit einer arabischen Familie zusammen lebte, wurde mit unbeschreiblicher Brutalität ermordet. Man stach immer wieder zu, bis der Körper ein blutiges Sieb wurde, darauf wurde er totgetrampelt. Während des ganzen Pogroms hörte man keinen einzigen Schuss von der Polizei.“

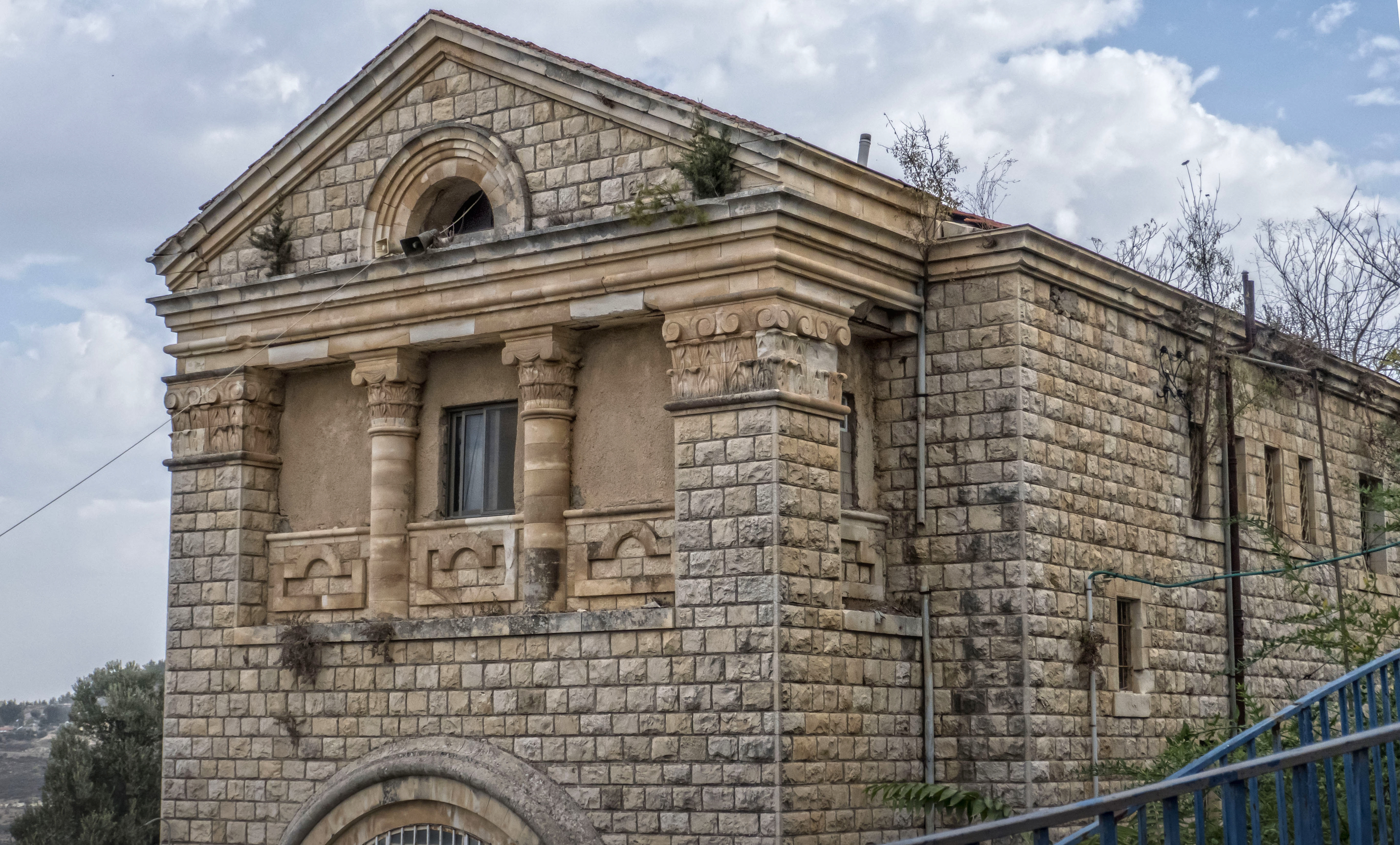
Kirche der Niederländisch-Schottischen Mission in Safed

Die Ehefrau des in Safed wirkenden schottischen Missionars Semple zitierte dessen Erfahrungen:

„Am Samstag, dem 24. August, gab es eine Demonstration von Moslems auf der Straße am Missionsgelände. Sie trommelten und schlugen die Fenster der jüdischen Häuser auf dem Weg ein…. Am Nachmittag des 29. …kam ein Mitglied der Kirche zu uns gerannt, um uns zu sagen, dass alle Juden getötet würden. Ein paar Minuten später hörten wir das Freudengeschrei der Frauen aus dem Moslemviertel und sahen Männer mit Äxten und Knüppeln vorbeirennen, die von den Frauen angefeuert wurden…. Wir hörten Gewehr- und Maschinengewehrsalven überall um uns herum…. Wilde Araber waren unerwartet aus dem Tal in das jüdische Viertel gekommen und begannen sofort mit der systematischen Abschlachtung der Juden. Einige entkamen mit Verwundungen, aber 22 wurden direkt in der Stadt getötet…. Die Unmenschlichkeit des Angriffs überstieg jede Vorstellung. Frauen wurden in die Brust gestochen, Babys wurden an Händen und Füßen geschnitten, alte Leute wurden getötet und ausgeraubt.“

### Nachwirkungen
Die Ereignisse wurden durch den Journalisten Albert Londres in Frankreich bekannt gemacht. Londres, sehr pro-zionistisch eingestellt, konnte in Paris  die öffentliche Meinung praktisch im Alleingang beeinflussen. Indes wurde auch London aufmerksam. Vertreter der Shaw Commission besuchten Safed am 1. November 1929. Die Kommission unter der Leitung von Sir Walter Shaw legte am 31. März 1930 ihren Bericht vor, dieser stellte sich auf den Standpunkt, dass die Aufnahmefähigkeit Palästinas für weitere jüdische Einwanderung erschöpft sei, zudem sei die Zahl der Landverkäufe an jüdische Organisationen zu groß. Die Briten begannen zudem ihre Fähigkeit zu hinterfragen, mit den vorhandenen Sicherheitskräften das Gebiet effektiv kontrollieren zu können und beschlossen die Erhöhung ihrer Kontingente. Hebron und Gaza verloren ihre gesamte jüdische Bevölkerung, von der ein großer Teil, als Angehörige des sogenannten Alten Jischuv, distanziert oder sogar ablehnend zum Zionismus gestanden war.
Die Briten richteten Schnellgerichte mit Einzelrichtern ein. Gegen über 700 Araber wurde Anklage erhoben, 55 wurden des Mordes für schuldig befunden, 25 erhielten ein Todesurteil. 22 Todesurteile wurden nach Berufung am High Court in Palestine aufgehoben und in Gefängnisstrafen umgewandelt. 150 Araber erhielten Strafen für Plünderung und Brandstiftung. Auch gegen über 160 Juden wurde Anklage erhoben. Zwei wurden wegen Mordes verurteilt, aber danach begnadigt. Sieben Juden erhielten Strafen für Plünderungen, neun wegen leichter Vergehen.